# Frank Vischer

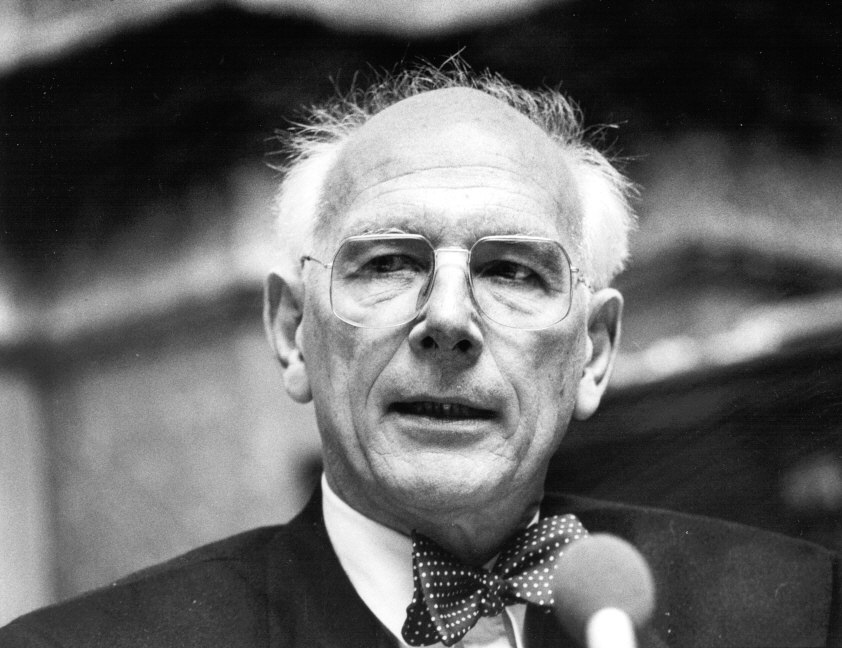
Frank Vischer (1986)

Frank Benedict Vischer (* 11. September 1923 in Basel; † 25. Juni 2015) war ein Schweizer Rechtswissenschaftler.

## Leben

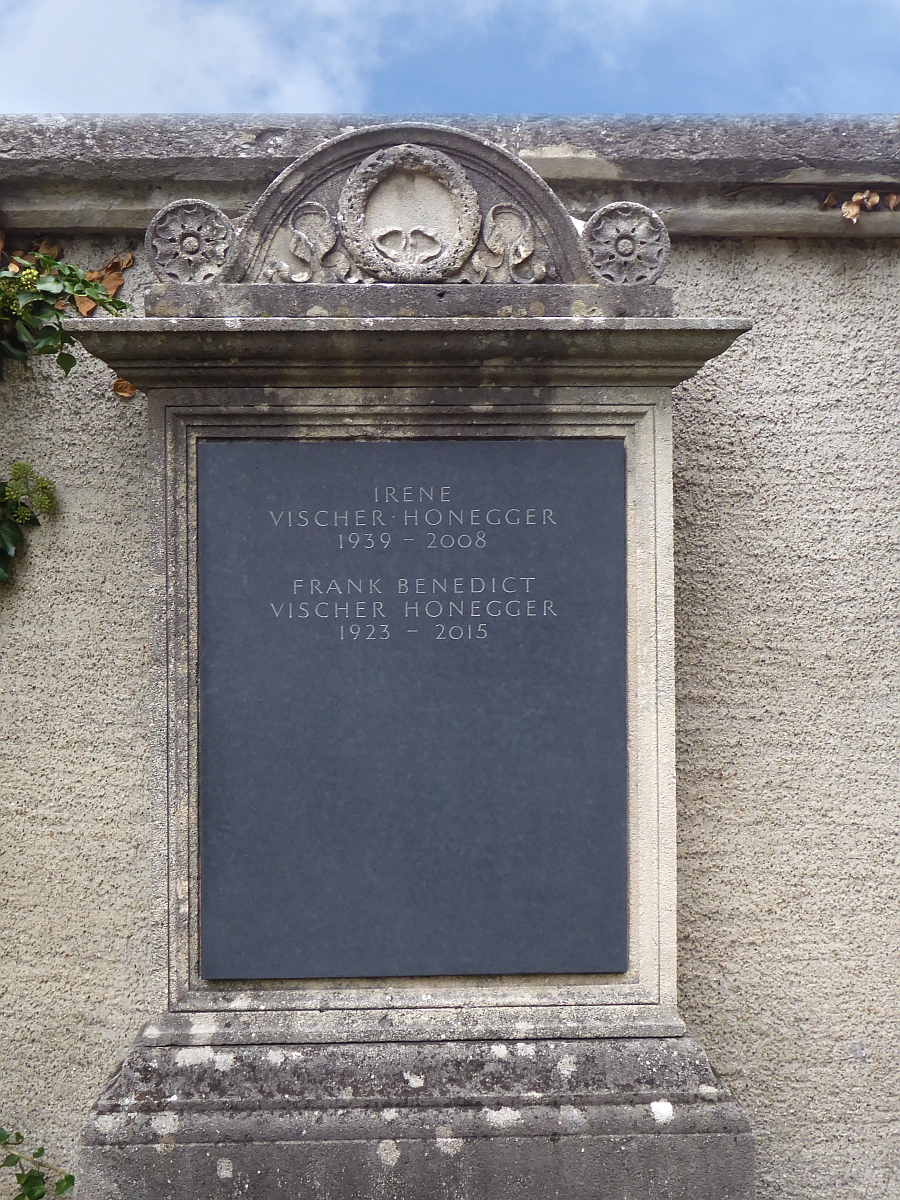
Grab auf dem Wolfgottesacker, Basel

Frank Vischer studierte Rechtswissenschaft an den Universitäten Basel und Genf. In dieser Zeit trat er dem Schweizerischen Zofingerverein bei. Er promovierte 1946 bei Max Gerwig in Basel und erhielt 1948 die Zulassung als Rechtsanwalt im Kanton Basel-Stadt. 1953 wurde Vischer an der Universität Basel habilitiert und 1956 zum ausserordentlichen Professor ernannt. Von 1964 bis zu seiner Emeritierung 1993 war er ordentlicher Professor für Privatrecht, Internationales Privatrecht und Arbeitsrecht. In den Jahren 1968, 1978 und 1988 war er Dekan der Juristischen Fakultät und 1979/80 Rektor der Universität Basel. Von 1993 bis 1997 präsidierte Vischer das Europainstitut Basel. Er übte Verwaltungsratsmandate in der Basler Pharmaindustrie aus.
Er war Ehrendoktor der Albert-Ludwigs-Universität Freiburg. 1992 wurde er zum korrespondierenden Mitglied der British Academy gewählt. Der 2017 verstorbene Politiker Daniel Vischer war sein Sohn.
Frank Vischer war Namensgeber der Anwaltskanzlei Vischer.

## Veröffentlichungen (Auswahl)
- Frank Vischer: Das Eheverbot für Geisteskranke und Urteilsunfähige. Basel 1946 (Dissertation).
- Frank Vischer: Die rechtsvergleichenden Tatbestände im internationalen Privatrecht – Die Übereinstimmung der materiellen Rechtsinhalte als Voraussetzung des internationalen Privatrechts, Die Bedeutung des Begriffs der Äquivalenz. Basel 1954 (Habilitation).
- Frank Vischer (Hrsg.): Zürcher Kommentar zum Fusionsgesetz. 2. Auflage. Schulthess, Zürich 2012, ISBN 978-3-7255-6429-3.